# Діденко Микола Сидорович
Діденко Микола Сидорович (нар. 22 липня 1923, с. Іванівка, Полтавська область) — український вчений в галузі гірничорятувальної техніки, Лауреат Державної премії України в галузі науки і техніки (1977).

## З біографії
Закінчив Московський інститут хімічного машинобудування (1957) працював у Донецьку — НДІ гірничорятувальної справи Мінпаливенерго України, НВО «Респіратор» — головний конструктор, зав. відділом.
У 1980-х роках під його керівництвом розроблена нова конструкція ізолюючого респіратора Р-30, на рівні світових аналогів.
Кандидат технічних наук, автор понад 50 винаходів, 100 наукових праць.
Нагороджений державними нагородами.